# Miloslav Verner
Miloslav Verner (ur. 25 czerwca 1938, zm. 18 stycznia 2018) – czechosłowacki żużlowiec, występujący również na długim torze i na lodzie.

## Życiorys

### Kariera sportowa
Brązowy medalista indywidualnych mistrzostw Czechosłowacji (1971). Dwukrotny finalista drużynowych mistrzostw świata (Londyn 1968 – IV miejsce, Londyn 1970 – IV miejsce). Wielokrotny reprezentant Czechosłowacji w eliminacjach indywidualnych mistrzostw świata (trzykrotny uczestnik finałów kontynentalnych: Kempten 1967 – XIII miejsce, Slaný 1971 – jako rezerwowy, Leningrad 1973 – XII miejsce). Finalista indywidualnych mistrzostw Europy na długim torze (Scheeßel 1970 – XIII miejsce). Zdobywca drugiego (1970) oraz trzeciego (1969) miejsca w turnieju o Zlatą Přilbę w Pardubicach.

### Życie prywatne
Wujek Václava Vernera i Jana Vernera oraz dziadek Filipa Šitery, również żużlowców.